# Chiusdino
Chiusdino es una localidad italiana de la provincia de Siena, región de Toscana, con 2008 habitantes.

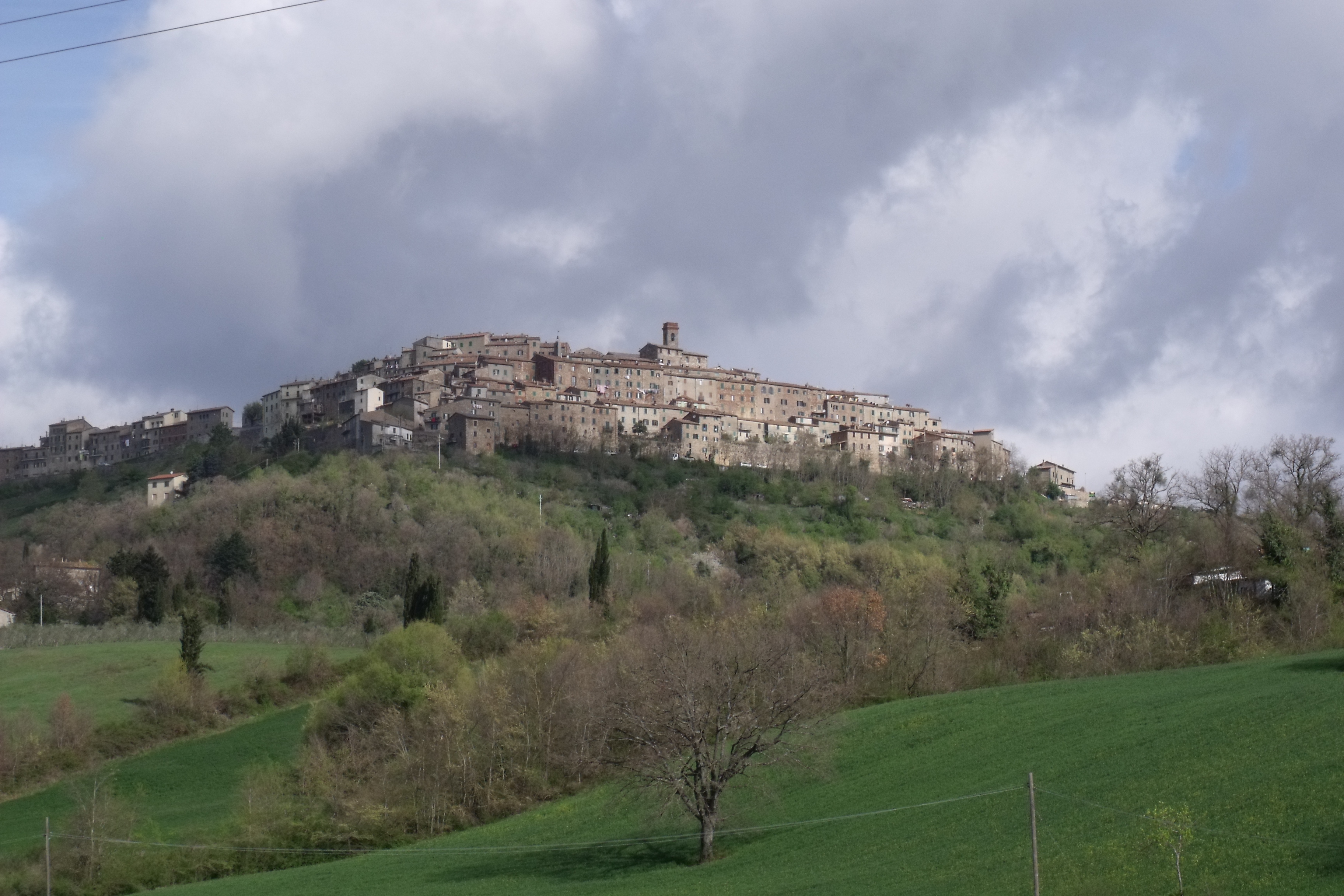
Panorama de Chiusdino en 2012.

## Evolución demográfica
| Gráfica de evolución demográfica de Chiusdino entre 1861 y 2001 |
|                                                                 |
| Fuente ISTAT - Elaboración gráfica por parte de Wikipedia       |

## Personajes ilustres
- San Galgano, caballero medieval y santo, quien incrustó su espada en una piedra que hoy se conserva en la ruinosa abadía de la localidad.
- Paolo Mascagni, escritor y anatomista italiano.
- Dina Ferri, poetisa nacida en las cercanías de Chiusdino.

## Economía
Al estar cerca de la montaña, Chiusdino es famosa por su exportación minera. La mina más famosa, la mina Cotorniano Cetina, se descubrió en 1876 el mineral brizziíta, que representa a la localidad.

## Ciudades hermanadas
- Italia, Fiesole.
- Francia, Bonifacio.
- Italia, Carrara.
- Grecia, Anticitera.
- España, Morella.
- Suecia, Finspång.
- Alemania, Sarrebruck.